# Piłka Siatkowa AZS UWM 2013-2014
Questa voce raccoglie le informazioni riguardanti il Piłka Siatkowa AZS UWM nelle competizioni ufficiali della stagione 2013-2014.

## Organigramma societario
Area direttiva
- Presidente: Tomasz Jankowski

Area tecnica
- Allenatore: Krzysztof Stelmach

## Rosa
| N° | Nome                | Ruolo | Data di nascita  | Nazionalità sportiva |
| -- | ------------------- | ----- | ---------------- | -------------------- |
| 1  | Maciej Dobrowolski  | P     | 19 marzo 1977    | Polonia              |
| 2  | Łukasz Olender      | S/O   | 24 maggio 1991   | Polonia              |
| 3  | Michał Żurek        | L     | 3 giugno 1988    | Polonia              |
| 4  | Bartosz Mariański   | L     | 30 maggio 1992   | Polonia              |
| 5  | Patryk Napiórkowski | S/O   | 13 dicembre 1995 | Polonia              |
| 6  | Pablo Bengolea      | S     | 8 maggio 1986    | Argentina            |
| 7  | Dariusz Kurmin      | C     | 20 giugno 1990   | Polonia              |
| 8  | Rafał Buszek        | S     | 28 aprile 1987   | Polonia              |
| 10 | Grzegorz Szymański  | S/O   | 12 luglio 1978   | Polonia              |
| 11 | Wojciech Sobala     | C     | 12 maggio 1988   | Polonia              |
| 13 | Piotr Łukasik       | S     | 11 luglio 1994   | Polonia              |
| 14 | Grzegorz Pająk      | P     | 1º gennaio 1987  | Polonia              |
| 15 | Matti Oivanen       | C     | 26 maggio 1986   | Finlandia            |
| 16 | Piotr Hain          | C     | 26 febbraio 1991 | Polonia              |
| 17 | Bartosz Krzysiek    | S/O   | 19 febbraio 1990 | Polonia              |
| 18 | Piotr Łuka          | S     | 9 giugno 1980    | Polonia              |